# Trochomorpha
Trochomorpha é um género de gastrópode da família Zonitidae.
Este género contém as seguintes espécies:
- Trochomorpha apia
- Trochomorpha approximata
- Trochomorpha carolinae
- Trochomorpha conoides
- Trochomorpha contigua
- Trochomorpha kuesteri
- Trochomorpha melvillensis
- Trochomorpha nigritella